# Stenelmis aloyssii-sabaudiae
Stenelmis aloyssii-sabaudiae là một loài bọ cánh cứng trong họ Elmidae. Loài này được Pic miêu tả khoa học năm 1930.